# Bataille de Mokra
Ne doit pas être confondu avec Bataille de Mokra (1445).
Seconde Guerre mondiale
Batailles
Campagne de Pologne :
- Ultimatum allemand
- Ordre de bataille
- Opération Himmler
- Plan Pékin
- Plan Worek
- Baie de Dantzig
- Défense de la poste centrale de Dantzig
- Westerplatte
- Grudziądz
- Mokra
- Węgierska Górka
- Krojanty
- Forêt de Tuchola
- Borowa Góra
- Wizna
- La Bzura
- Hel
- Jarosław
- Brest-Litovsk
- Tête de pont roumaine
- Invasion soviétique
- Lwów
- Modlin
- Tomaszów Lubelski
- Grodno
- Krasnobród
- Wilno
- Varsovie
- Szack
- Wytyczno
- Kock

La bataille de Mokra est l'une des premières batailles et l'une des rares victoires polonaises de la campagne de Pologne au cours de la Seconde Guerre mondiale. Elle se déroule le 1er septembre 1939 près du village de Mokra à 5 kilomètres au nord de Kłobuck et à 23 kilomètres au nord-est de Częstochowa, en Pologne. C'est principalement la mauvaise coordination de l'infanterie et des Panzer allemands qui entraîna la défaite de la Wehrmacht.

## Prélude

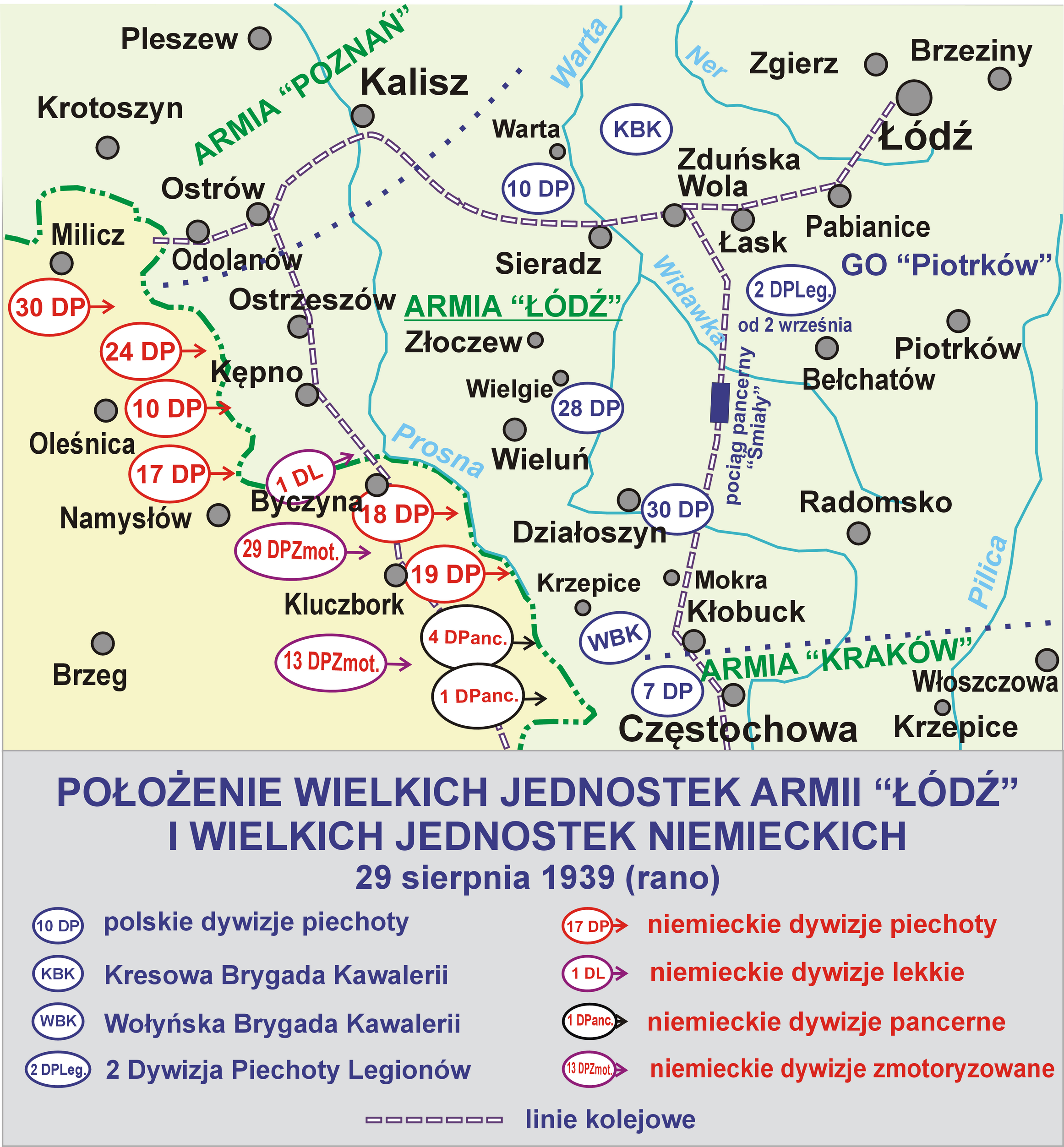
La situation sur le front le 28 août 1939, quelques jours avant le déclenchement du conflit.

Selon le schéma de mobilisation polonaise, la tâche principale de l'Armée Łódź consiste à établir un lien entre l'Armée Cracovie déployée en Silésie et l'Armée Poznań en Grande-Pologne. Le plan prévoit également la mobilisation de l'armée de réserve Prusy, derrière les lignes polonaises. De fait, l'objectif principal de l'Armée Łódź est de gagner du temps et de retarder la progression des Allemands.
La Brigade de cavalerie Volhynie est déployée au nord de la ville de Kłobuck, le long de la voie ferrée reliant cette dernière à Katowice. Deux régiments (les 19e et 21e uhlans, ainsi que le 4e bataillon du 84e régiment d'infanterie) ont pour tâche de défendre les deux extrémités d'une forêt entourant le village de Mokra, plus à l'ouest. À l'est, les réserves de la brigade du colonel Julian Filipowicz prennent position : le 12e régiment de uhlans, le 2e régiment de chasseurs à cheval et le 21e bataillon blindé.
La tâche principale de ces unités est avant tout de maintenir le lien entre la 7e division d'infanterie polonaise au sud et la 30e division d'infanterie au nord. Le terrain choisi par l'État major polonais se révèle idéal pour la défense : un chemin de fer et une forêt forment la ligne de défense principale accidentée, composée d'un grand nombre de fossés, ruisseaux et autres obstacles similaires.

## La bataille

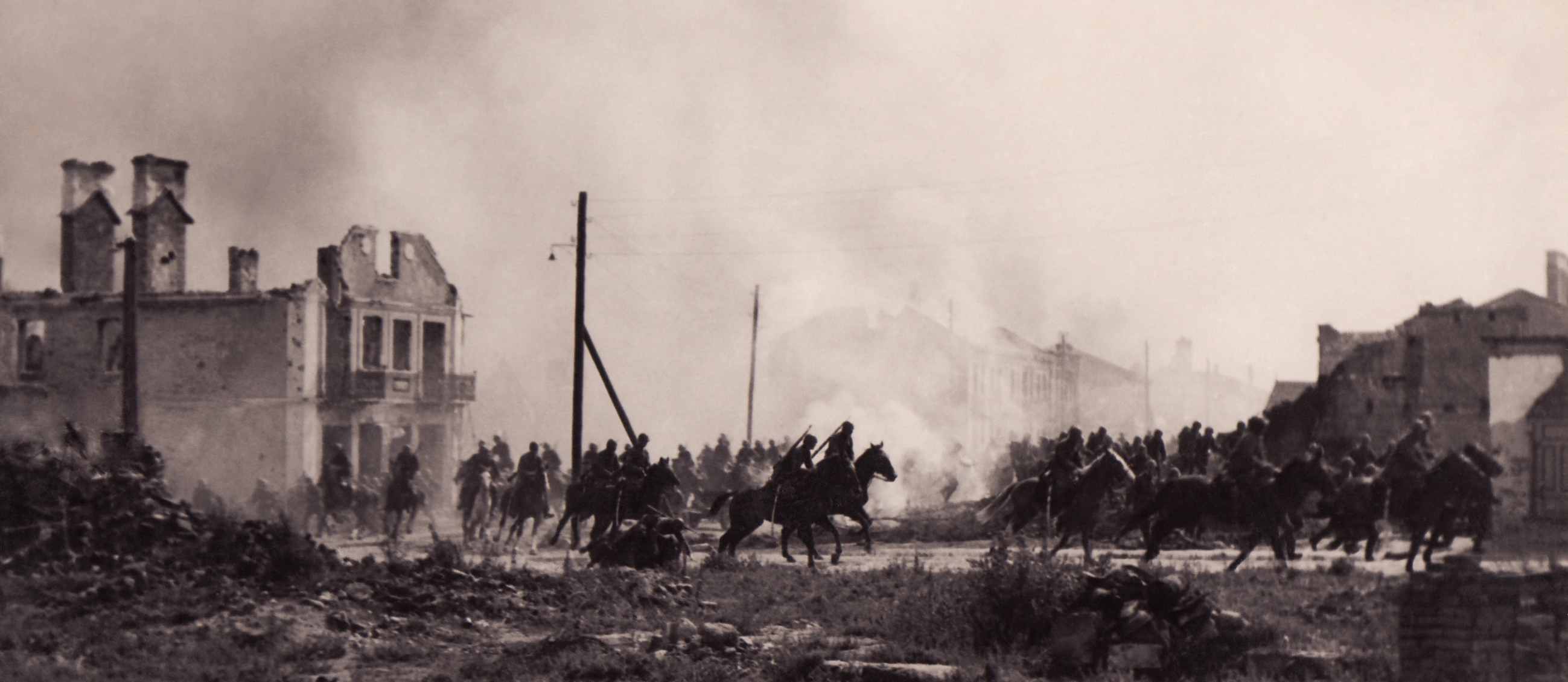
Cavalerie polonaise progressant à travers une ville en ruines pendant la bataille de la Bzura (9-22 septembre 1939).

Le 1er septembre, à 5 heures du matin, la 10e armée allemande et le Groupe d'armées Sud franchissent la frontière polonaise. La 31e division d'infanterie ainsi que la 1re Panzerdivision et la 4e Panzerdivision atteignent le secteur de la Brigade de cavalerie Volhynie après avoir percé les lignes des gardes-frontières du Straż Graniczna. Les Allemands s'emparent de Krzepice et de Starokrzepice, rasant les villages et provoquant un exode de civils, juste devant les positions polonaises. Dans le même temps, les bombardiers de la Luftwaffe mènent des raids aériens contre les Polonais, 15 au total, composés à chaque fois de 9 à 26 bombardiers (principalement des Junkers Ju 87).
À 6 h 30, une unité de reconnaissance blindée de la 4e Panzerdivision établit le contact avec la 12e compagnie du 84e régiment d'infanterie de Stanisław Radajewicz. Peu de temps après, les véhicules blindés et l'infanterie allemands progressent vers la position polonaise, en utilisant des civils comme bouclier humain, mais ils sont finalement contraints de se replier.
La 4e Panzerdivision monte alors à l'assaut contre le 21e régiment de uhlans plus au nord. Après un bref barrage d'artillerie et un bombardement aérien, les chars allemands s'emparent du village de Wilkowiecko et progressent en direction de Mokra, où ils sont accueillis par les canons antichars Bofors 37 mm des forces polonaises. Après avoir perdu 2 Panzers et 2 autres véhicules blindés, les chars allemands se replient en laissant seule l'infanterie, sur un terrain plat et dégagé, sans couverture, juste en face des positions polonaises. Les fantassins battent en retraite lorsque l'infanterie polonaise attaque en décimant les rangs allemands et en faisant de nombreux prisonniers.
Les positions du 19e régiment de uhlans sont attaquées à 8 h par un groupe d'assaut composé de chars, de motocyclistes et de blindés. Divisé en 3 colonnes, il avance vers Rębielice Szlacheckie afin de prendre par le flanc les positions du 21e régiment de uhlans. Le groupe progressant à l'ouest capture facilement le village, tandis que le groupe central est pris dans une embuscade à proximité de la forêt et doit fuir le champ de bataille. Le troisième groupe avance le long des positions polonaises dans la forêt, tout en ignorant totalement leurs positions à quelques centaines de mètres plus loin. Lorsque les mitrailleuses polonaises et canons antichars ouvrent le feu, celui-ci est pris par surprise et quasiment anéanti.
Néanmoins, le flanc nord polonais se révèle être en danger après que les Allemands ont découvert ses positions. Pour contrer la menace, le colonel Filipowicz ordonne au 12e régiment de uhlans sous le commandement de Andrzej Kuczek, jusque-là tenu en réserve, de renforcer les positions du 19e régiment. Les unités nouvellement arrivées contribuent à l'augmentation du moral des forces polonaises.

### L'assaut allemand
À 10 h, les Allemands lancent un assaut contre le flanc nord des Polonais, causant des pertes importantes des deux côtés, pour être finalement repoussés. 15 minutes après, la 4e Panzerdivision réitère l'attaque, cette fois-ci avec un soutien d'artillerie et une couverture aérienne. L'attaque a été planifiée dans trois directions :
- Vers les positions du 19e RU au nord, afin de déborder la brigade polonaise ;
- Vers le village de Mokra lui-même, avec environ 100 Panzers et véhicules blindés ;
- Vers le 4e bataillon du 84e RI polonais affaibli.

L'assaut au nord se fait rapidement. Sous couvert de tirs nourris, les chars allemands (des Panzer I et Panzer II) parviennent à pénétrer dans la forêt de Mokra et sécurisent la ligne de chemin de fer vers le village de Izbiska Duze, au nord du quartier général polonais.
À 10 h 30, le 4e escadron polonais du 19e RU est attaqué par derrière et repoussé à l'extérieur de la forêt, séparant les forces des 19e et 21e régiments de uhlans. Le colonel Filipowicz ordonne au 19e de se retirer de l'autre côté de la voie ferrée, mais celle-ci est déjà occupée par les Allemands et le régiment se retrouve bientôt encerclé. Toutefois, la défense polonaise est renforcée par le train blindé no 53 Śmiały, arrivé sur le champ de bataille au moment même où les chars allemands avaient franchi la ligne de chemin de fer. Il s'arrête au milieu de la colonne allemande et ouvre le feu sur les chars allemands grâce à ses deux canons de 75 mm et ses mitrailleuses lourdes à courte portée. La colonne allemande se retrouve dispersée et se retire après avoir subi de lourdes pertes, tant humaines que matérielles, tandis que le 19e RU parvient à traverser la voie ferrée sous les tirs de couverture du train blindé.
Dans le même temps, une attaque contre les positions principales du 21e régiment de uhlans près du village de Mokra commence. Les chars allemands réussissent à déborder le 4e escadron du 21e RU et à l'attaquer frontalement. Par conséquent, les défenseurs polonais se retrouvent repoussés hors de la forêt et des combats acharnés pour le contrôle de Mokra débutent, maison par maison. Les Allemands perdent 4 chars en raison des tirs du 2e bataillon d'artillerie polonaise. Le  train blindé Śmiały ouvre le feu à une distance de près de 2,5 km, hors de la portée effective de tous les canons antichars allemands, détruisant plusieurs Panzers I et II.

### La contre-offensive polonaise

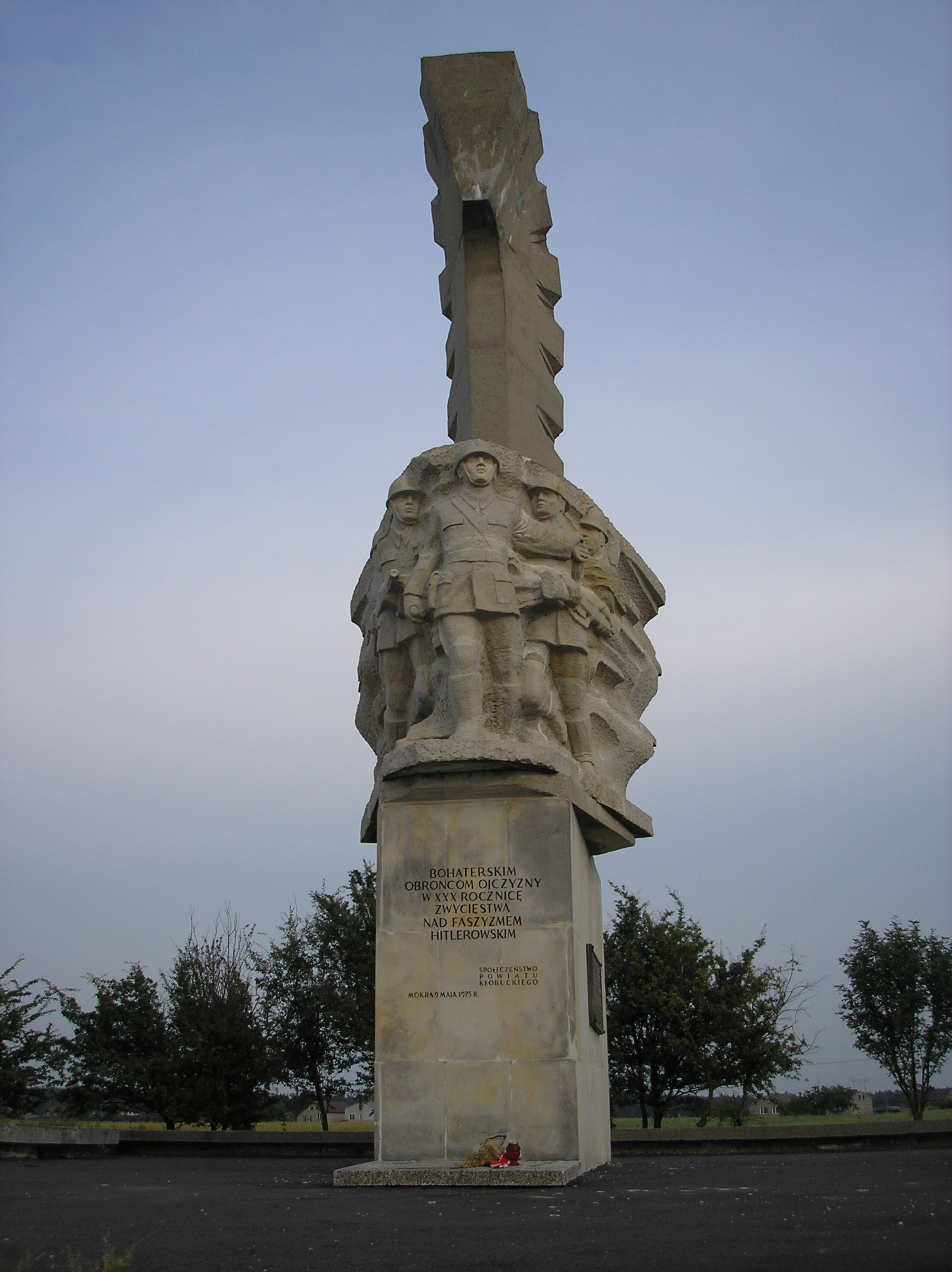
Monument aux soldats de la Brigade de cavalerie Volhynie à Mokra.

Le 21e bataillon blindé du major Stanisław Gliński (pl), équipé principalement de chenillettes TKS polonaises mène une contre-attaque sur le village, avec le soutien de la cavalerie du capitaine Jerzy Hollak. Dans les nuages de fumée, les unités polonaises roulent par erreur droit sur une colonne de chars allemands. Bien que les chenillettes polonaises ne soient pas de taille face à certains chars allemands, et la cavalerie très vulnérable aux tirs de chars, la confusion dans les rangs allemands l'emporte. Les unités polonaises réussissent à percer la colonne allemande en subissant des pertes négligeables et prennent le contrôle de la forêt au nord-ouest de Mokra. Cette manœuvre est parfois considérée comme une charge de la cavalerie polonaise sur les chars allemands selon la propagande nazie, bien qu'aucune charge n'ait été lancée. Mokra revient alors aux mains des Polonais et les chars allemands se retirent vers leurs positions initiales à Wilkowiecko, laissant derrière eux l'infanterie sans couverture. Les pertes allemandes sont élevées et un grand nombre de troupes allemandes sont faites prisonnières.
Dans le même temps, les positions du 4e bataillon du 84e régiment d'infanterie sont attaquées par un détachement d'infanterie mécanisée allemande, assaut qui se révèle être un échec après que le 2e régiment monté de chasseurs est venu renforcer les positions polonaises.

### Le dénouement de la bataille

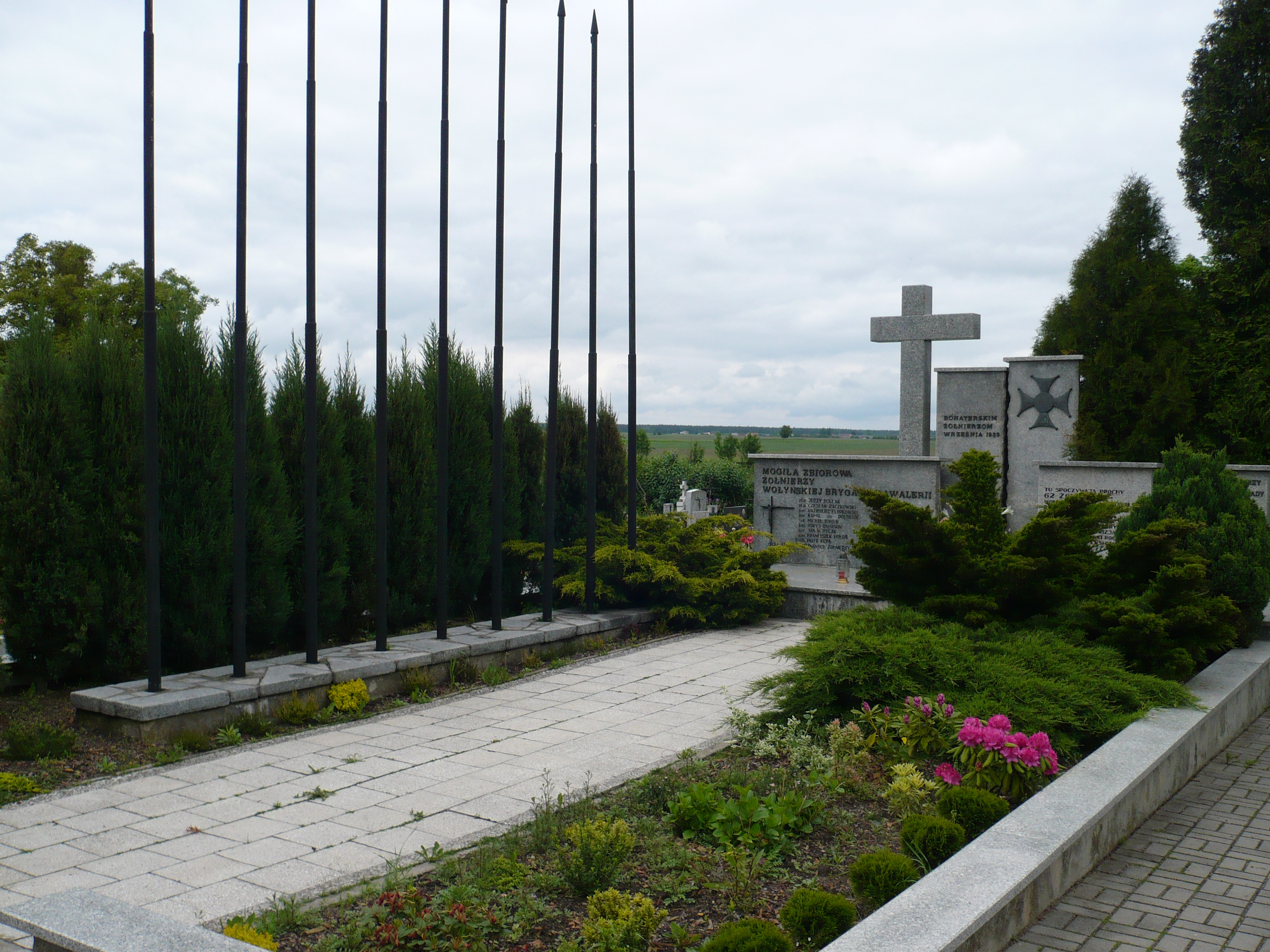
Cimetière militaire et mémorial à Mokra consacrés aux soldats polonais tombés lors de la bataille.

À 12 h 15, environ 100 chars allemands relancent une attaque sur Mokra. Elle perce les lignes du 4e escadron du 21e régiment de uhlans, les blindés réussissant à dénicher les canons antichars polonais, et parviennent à effectuer une percée dans le centre du village. Le 21e se replie sur la ligne de la voie ferrée. Seules quelques poches isolées de résistance continuent de se battre dans le village, prenant les Allemands en embuscade.
À 15 h, les Allemands réitèrent leur assaut frontal par des tirs d'artillerie lourde, des attaques aériennes et à l'aide de 180 chars, depuis Wilkowiecko. Dans le même temps, des attaques secondaires sont menées sur les flancs polonais. Bien que l'artillerie polonaise arrive à détruire un certain nombre de blindés, les Allemands réussissent à nouveau à effectuer une percée à Mokra. Les Polonais tentent alors une contre-attaque mais sont repoussés vers la voie ferrée en subissant de lourdes pertes au sein de la cavalerie. La situation du 21e RU devient critique.
Le colonel Filipowicz ordonne aux chenillettes TKS de charger les chars allemands dans le village. Bien qu'elles ne disposent pas de munitions antichar, dans le chaos de la bataille, elles parviennent à arrêter l'avance allemande pendant un moment. Après avoir perdu une chenillette, les Polonais se retirent, laissant suffisamment de temps aux trains blindés polonais pour intervenir dans la région, et mettre ainsi un terme à l'offensive allemande.
Dans le sud, l'infanterie polonaise est, une fois de plus repoussée profondément dans la forêt, mais ses lignes parviennent à tenir. À 17 heures, la bataille est terminée.

## Conséquences et pertes
Les pertes des deux côtés sont relativement élevées. Les Allemands ont perdu environ 800 hommes (tués, capturés, blessés ou portés disparus), et entre 100 et 160 véhicules blindés (dont au moins 50 Panzers). Les Polonais ont eux perdu 200 hommes ainsi que 300 chevaux et plusieurs canons, et comptent 300 blessés.
La 4e Panzerdivision se replie sur ses positions initiales à Opatów et Wilkowiecko, et seul le 12e Schützen-Regiment (« régiment de tireurs ») parvient à atteindre la voie ferrée traversant Izbiska. Cependant, après avoir appris que la 1re Panzerdivision avait réussi à prendre Kłobuck, les forces polonaises se retirent dans la nuit au sud-est, vers le village de Łobodno, situé au nord-est de Kłobuck, afin d'établir une seconde ligne défensive, à environ 12 km à l'est.